# Богайчук, Павел Петрович
Павел Петрович Богайчук (6 ноября 1896, д. Плиска, Белозерецкая волость, Кременецкий уезд, Волынская губерния, Российская империя — 21 декабря 1941, Ленинградская область, РСФСР, СССР) — советский военачальник, командир дивизии в годы Великой Отечественной войны. Генерал-майор (04.06.1940).

## Начальная биография
Родился 6 ноября 1896 года в деревне Плиска в крестьянской семье.

## Военная служба

### Первая мировая и гражданская войны
На службе в Русской императорской армии с августа 1915 по январь 1918 г.
В августе 1915 г. был призван на воинскую службу и зачислен в 149-й Екатеринбургский запасной батальон.
С сентября по ноябрь 1915 г. обучался в учебной команде, после чего произведен в ефрейторы и командирован в г. Кустанай в запасной батальон.
Затем убыл на Западный фронт, где был зачислен младшим командиром в 113-ю пешую Тамбовскую дружину. Воевал в её составе под Минском и Барановичами. В марте 1916 г. дружина была переформирована в 446-й Цнинский пехотный полк 112-й пехотной дивизии. В его составе воевал на Западном, Юго-Западном и Румынском фронтах, дослужился до старшего унтер-офицера.
В декабре 1917 г. убыл с Румынского фронта в г. Сызрань, В январе 1918 г. демобилизован.
с января по июль 1918 г. работал рабочим по постройке тоннеля обходного пути Сызрано-Вяземской железной дороги и состоял в Красной гвардии. В составе красногвардейского отряда участвовал в подавлении восстаний эссеров в Сызрани и Кузнецке и подавлении мятежа Чехословацкого корпуса. Из-за угрозы репрессий уехал в Алтайскую губернию, где участвовал в постройке Южно-Сибирской железной дороги. В сентябре 1919 г. вступил в партизанский отряд Громова, в котором сражался с частями адмирала А. В. Колчака в Барнаульском уезде. С приходом частей Красной армии в середине декабря 1919 года добровольно вступил красноармейцем в Славгородскую караульную роту местного батальона.

### Межвоенный период
В марте 1920 г. П. П. Богайчук отправлен на учёбу в г. Томск на 2-е Сибирские пехотные курсы комсостава РККА. После их окончания в ноябре был оставлен на этих курсах на должности командира взвода и помощника командира роты, начальника пулемётной команды, командира роты.
В сентябре 1923 г. Богайчук уезжает в Москву на учёбу на курсы «Выстрел». После завершения обучения в августе 1924 г. назначен командиром батальона 25-й Томской пехотной школы. С июля 1929 г. исполнял должность начальника штаба 76-го стрелкового Канского полка 26-й стрелковой дивизии. Летом и осенью 1929 г. в должности начальника штаба полка и начальника штаба группы войск благовещенского направления принимал участие в боях на КВЖД.
С апреля 1931 г. служил в 8-м отделе Штаба РККА в должностях редактора отдела, помощника начальника и начальника сектора. В феврале 1933 г. назначен на должность начальника специального курса КУКС шифровально-штабной службы РККА, с августа 1938 г. был помощником начальника по учебно-строевой части Свердловского пехотного училища. В том же году окончил факультет заочного и вечернего обучения Военной академии РККА им. М. В. Фрунзе. В августе 1939 г. полковник П. П. Богайчук был назначен командиром 125-й стрелковой дивизии УрВО, дислоцировавшейся в г. Киров. Летом 1940 г. дивизия передислоцирована в Прибалтику, где вошла в состав ПрибОВО.

### Великая Отечественная война
Участие 125 стрелковой дивизии под командованием генерал-майора П. П. Богайчука в Великой Отечественной Войне началось с 22 июня 1941 года. Прикрывая шауляйское направление дивизия, в составе 8 Армии Северо-Западного фронта принимала участие в приграничном сражении в Прибалтике. В оборонительных боях в районе Таураге против 41-го моторизованного и 56-го танкового корпусов 4-й танковой немецкой группы, понеся большие потери, под угрозой полного окружения оставила Таураге и начала отход на Скаудвиле. Сильная, хорошо укомплектованная дивизия РККА была разгромлена в первый день войны. В последующем остатки дивизии в условиях окружения пробивались к реке Западная Двина через Радвилишкис. К 30 июня они вышли к реке в районе Рембаты, но не сумев удержаться на данном рубеже вынуждены были отходить в направлении на Тарту. К 9 июля дивизия заняла оборону на левом берегу р. Эмма-Йыги от озера Выртс-Ярв до озера Псковское где удерживала её на протяжении двух недель. В июле — августе 1941 года части 125 дивизии вели бои в окружении в районе населенного пункта Тудулина.После двухнедельного выхода из окружения остатки дивизии отошли через Нарву по берегу Финского залива в район г. Ораниенбаум, где и заняли оборону.
18 сентября дивизия была переброшена под Ленинград, в состав 55-й армии Ленинградского фронта под Колпино, сменив истребительные ополченческие батальоны. Принимала участие в Синявинской наступательной операции, в ходе которой вела частные наступательные бои по прорыву сильно укрепленной обороны противника в направлении Ям-Ижора, Красный Бор, Путролово (Ленинградской обл.).
21 декабря 1941 года в 18.00 часов при артиллерийском обстреле снаряд попал в блиндаж где располагался штаб дивизии. Командир дивизии, генерал-майор П. П. Богайчук, погиб вместе с офицерами штаба.
Похоронен Павел Петрович Богайчук в г. Усть-Ижора на Металлостроевском воинском кладбище у Петрозаводского шоссе.59°48′51″ с. ш. 30°34′48″ в. д.

## Воинские звания
- майор (02.12.1935);
- полковник (16.08.1938);
- комбриг (04.11.1939)
- генерал-майор (4.06.1940)

## Награды
- медаль «ХХ лет РККА»(22.02.1938).
- Орден Отечественной войны I степени (06.05.1965)

## Память
Решением Ленгорисполкома 1973 года, в рамках подготовки к празднованию 30-летия Победы в Великой Отечественной войне, в честь П. П. Богайчука названа улица в посёлке Металлострой, Колпинского района Санкт — Петербурга